# Vodruž
Vodruž – wieś w Słowenii, w gminie Šentjur. W 2018 roku liczyła 235 mieszkańców.